# Musée aéronautique de Pearl Harbor
Le musée aéronautique de Pearl Harbor est un musée aéronautique situé sur l'île de Ford, à Pearl Harbor, dans l'État d'Hawaï, aux États-Unis. Ouvert en 2006, il est consacré à l'histoire de l'aviation militaire et civile, en particulier celle liée à l'attaque de Pearl Harbor en 1941 et à la Seconde Guerre mondiale.

## Histoire
Le musée est installé dans deux hangars historiques de l'ancienne base aéronavale de l'Île de Ford, les hangars 37 et 79, qui ont été endommagés lors de l'attaque japonaise du 7 décembre 1941. Ces bâtiments ont été restaurés et transformés en espaces d'exposition pour préserver et présenter des avions et des artefacts liés à l'histoire de l'aviation.
Le musée a été fondé par la Pacific Aviation Museum Pearl Harbor, une organisation à but non lucratif, dans le but de commémorer l'histoire de l'aviation dans le Pacifique et d'éduquer le public sur les événements de la Seconde Guerre mondiale.

## Collections
Le Pearl Harbor Aviation Museum abrite une collection variée d'avions historiques, allant des appareils de la Seconde Guerre mondiale aux avions modernes. Parmi les pièces maîtresses figurent un Boeing B-17 Flying Fortress, un Curtiss P-40 Warhawk, et un Mitsubishi A6M Zero, un avion japonais utilisé lors de l'attaque de Pearl Harbor.
Le musée propose également des expositions interactives, des simulations de vol et des programmes éducatifs pour les visiteurs de tous âges. Des visites guidées sont disponibles, offrant des informations détaillées sur les avions exposés et leur rôle dans l'histoire.

## Mission et impact
La mission du Pearl Harbor Aviation Museum est de préserver l'histoire de l'aviation dans le Pacifique, d'honorer les héros de l'aviation et d'inspirer les générations futures. Le musée joue un rôle important dans l'éducation du public sur les événements de la Seconde Guerre mondiale et leur impact sur l'histoire mondiale.